# 马可·奥勒留骑马像

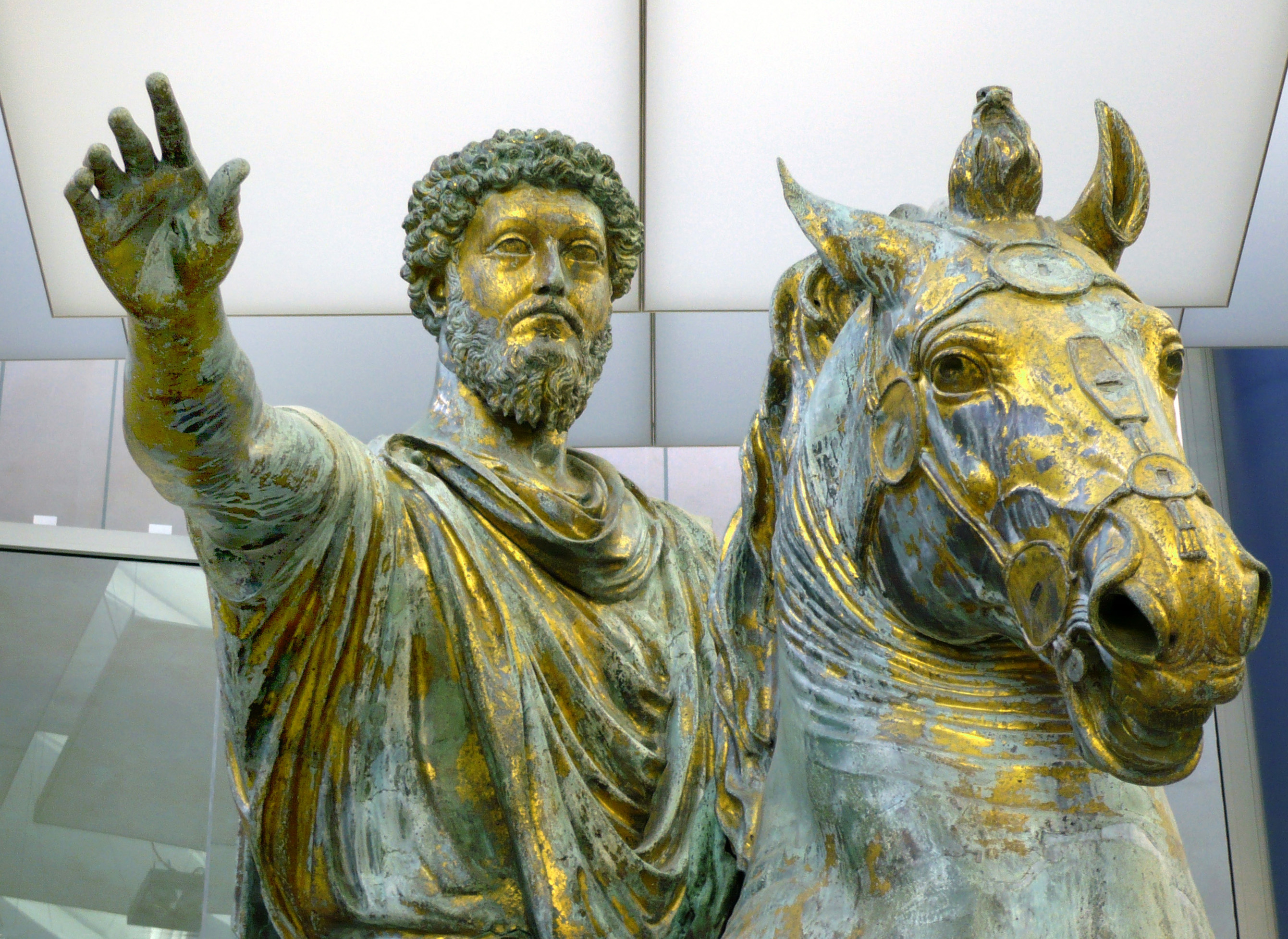
马可·奥勒留骑马像特写，藏于卡比托利欧博物馆

马可·奥勒留骑马像是一件古罗马青铜人物雕像，高2.4米，原作立于卡比托利欧山，于1982年拆下以便保护，在卡比托利欧博物馆展出，原址立一复制品。

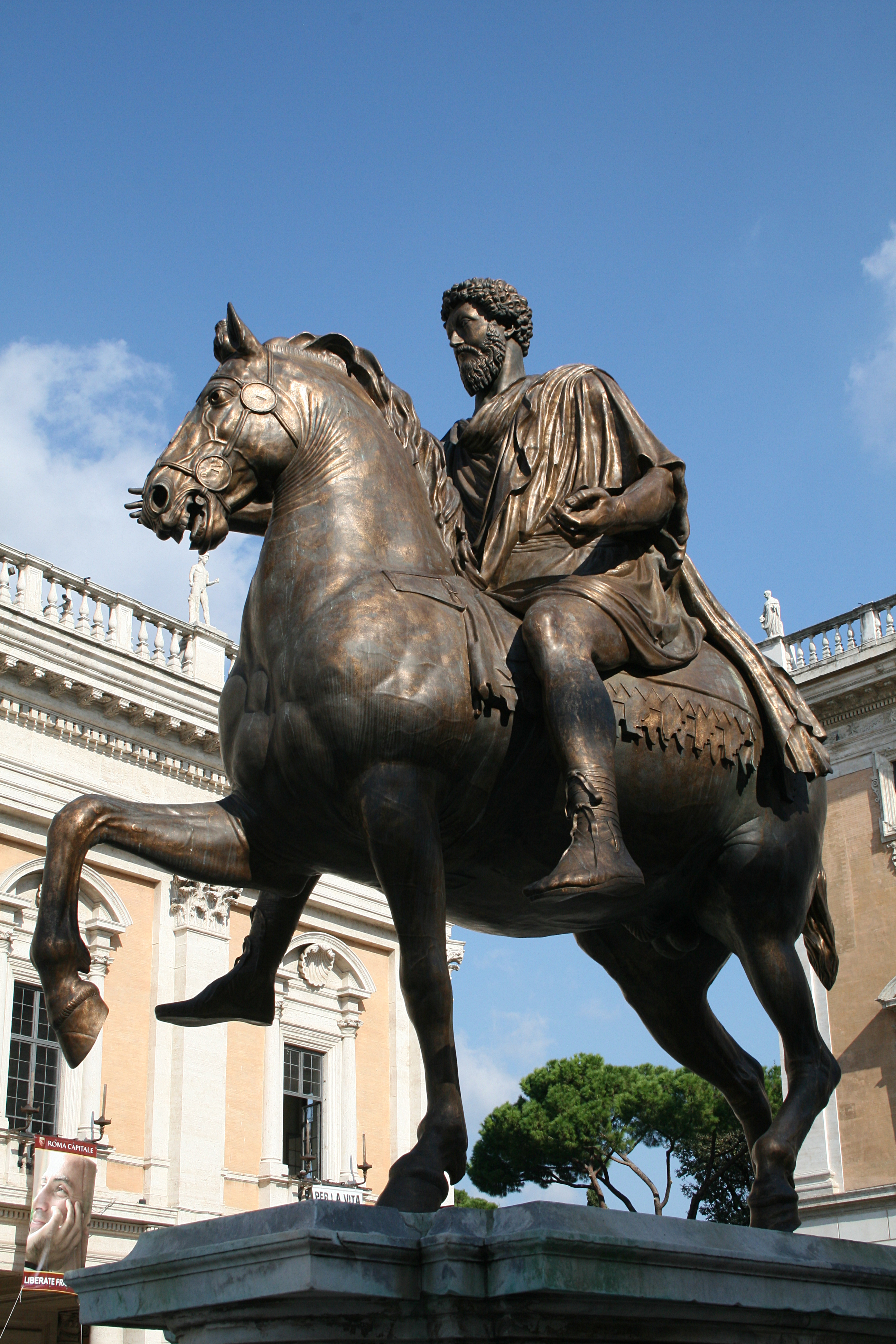
马可·奥勒留骑马像复制品

这尊雕像虽是罗马皇帝马可·奥勒留的骑马像，但与奥古斯都的立像有颇多共同之处。雕像中的马可·奥勒留骑着高头大马，右手指向前方，威武静穆，没有带任何武器，平添了一种宽容的风度。他眼神微微低垂，仿佛透露出这位具有哲学家和文学家气质的皇帝的内心的思考和忧郁。